# Anzjela Balachonova
Anzjela Balachonova (ukrainska: Анжела Анатоліївна Балахонова), född den 18 december 1972 i Sjachtarsk, Ukrainska SSR, Sovjetunionen, är en ukrainsk före detta friidrottare som tävlade i stavhopp.
Balachonova var en av de första pionjärerna inom det kvinnliga stavhoppet. Hon deltog vid inomhus-EM 1998 där hon vann guld med ett hopp på 4,45 som då innebar ett nytt världsrekord inomhus. Hon blev även den första europamästaren utomhus när hon vann guld vid EM i Budapest 1998 då efter att ha hoppat 4,31.
Vid det första världsmästerskapet utomhus 1999 blev hon silvermedaljör bakom Stacy Dragila efter att ha klarat 4,55. Vid Olympiska sommarspelen 2000 tog hon sig lätt vidare till finalen men väl där rev hon ut sig på sin ingångshöjd 4,25. Vid VM 2001 misslyckades hon att ta sig vidare till finalen. 
Däremot var hon i final vid Olympiska sommarspelen 2004 och blev då sexa efter att ha klarat 4,40. Hennes sista mästerskap var VM 2005 då hon blev utslagen i kvalet. 

## Personligt rekord
- Stavhopp - 4,57 meter